# Wilfrid Hounkpatin

a Compétitions nationales et continentales officielles uniquement.

b Matchs officiels uniquement.
Dernière mise à jour le 9 juillet 2025.
Wilfrid Hounkpatin, né le 29 juillet 1991 à Aubagne (Bouches-du-Rhône), est un joueur international français puis international sénégalais de rugby à XV. Il joue au poste de pilier droit au Montpellier Hérault Rugby en Top 14.

## Biographie
Né à Aubagne,, Wilfrid Hounkpatin commence le rugby à XV à 18 ans au RC Nîmes,, il passe par le centre de formation de Montpellier avant de partir à Narbonne puis de passer quatre saisons à Rouen.
En mai 2018, en fin de saison 2017-2018 il signe au Castres olympique, champion de France en titre, alors entraîné par Christophe Urios,.
En 2020, il est convoqué par Fabien Galthié dans le groupe de 42 joueurs pour la préparation de l'équipe de France au Tournoi des Six Nations,. Blessé avant le premier match du Tournoi, il est contraint de céder sa place dans le groupe à Uini Atonio.
À l'issue de la saison 2020-2021, durant  laquelle il s'est installé comme le titulaire indiscutable au poste de pilier droit dans son club, il est appelé en équipe de France le 20 juin 2021, pour la tournée en Australie, au sein d'un groupe largement remanié. Il connaît sa première cape le 13 juillet 2021 lors du deuxième match de la tournée, face à l'Australie. Il est titulaire en première ligne accompagné par Jean-Baptiste Gros et son coéquipier Gaëtan Barlot, et les Bleus l'emportent sur le score de 26 à 28.
Durant la saison 2021-2022, il est toujours le numéro un à droite de la mêlée castraise devant Levan Chilachava et Antoine Guillamon. Son club termine à la première place de la phase régulière et se qualifie donc pour les phases finales de Top 14. Lors de la demi-finale, il est titulaire en première ligne aux côtés de Quentin Walcker et Gaëtan Barlot, et bat le Stade toulousain, se qualifiant ainsi pour la finale. Le 24 juin 2022, il est de nouveau titulaire lors de la finale du Top 14 mais son équipe s'incline face au Montpellier HR (défaite 29 à 10). Cette saison, il joue 27 matchs toutes compétitions confondues et inscrit quatre essais, soit vingt points.
Pour la saison 2022-2023, Hounkpatin est toujours le titulaire à son poste dans le XV de départ du CO, devant Chilachava et Aurélien Azar qui arrive en provenance de Carcassonne.
En juillet 2024, il est libéré de ses deux années de contrat restantes avec Castres, et rejoint le Montpellier HR pour un contrat de trois saisons,.
D'origine sénégalaise par son père, il décide de changer de nationalité sportive durant l'année 2025 afin de représenter le Sénégal, alors qu'il n'a plus joué avec l'équipe de France depuis l'été 2021. L'objectif est d'essayer de qualifier ce pays pour la Coupe du monde 2027,. Au mois de juillet 2025, il fait ses débuts avec l'équipe du Sénégal lors d'une lourde défaite 55 à 17 contre la Namibie dans le cadre de la Coupe d'Afrique.

## Affaire judiciaire
Le CO met à pied le pilier Wilfrid Hounkpatin, mis en examen puis libéré, à la suite d'une plainte de son épouse pour violences conjugales le 10 janvier 2024. Il est néanmoins à nouveau titularisé par le CO lors du derby contre le Stade toulousain en mars 2024. Puis, il est présenté devant un juge en avril et condamné à douze mois de prison avec sursis. Alors qu'il était dans le groupe du CO pour affronter l'équipe anglaise de Gloucester, en huitièmes de finale de challenge cup, Wilfried Houkpatin en est écarté.

## Statistiques

### En club
| Saison                      | Club                        | Championnat                 | Championnat | Championnat | Coupe d'Europe                         | Coupe d'Europe                         | Coupe d'Europe                         |
| Saison                      | Club                        | Compétition                 | Matchs      | Essais      | Compétition                            | Matchs                                 | Essais                                 |
| --------------------------- | --------------------------- | --------------------------- | ----------- | ----------- | -------------------------------------- | -------------------------------------- | -------------------------------------- |
| 2013-2014                   | RC Narbonne                 | Pro D2                      | 3           | -           | Pas de qualification en Coupe d'Europe | Pas de qualification en Coupe d'Europe | Pas de qualification en Coupe d'Europe |
| Total RC Narbonne           | Total RC Narbonne           | Total RC Narbonne           | 3           | 0           |                                        |                                        |                                        |
| 2014-2015                   | Rouen Normandie rugby       | Fédérale 1                  | -           | -           | Pas de qualification en Coupe d'Europe | Pas de qualification en Coupe d'Europe | Pas de qualification en Coupe d'Europe |
| 2015-2016                   | Rouen Normandie rugby       | Fédérale 1                  | 18          | 1           | Pas de qualification en Coupe d'Europe | Pas de qualification en Coupe d'Europe | Pas de qualification en Coupe d'Europe |
| 2016-2017                   | Rouen Normandie rugby       | Fédérale 1                  | 22          | 3           | Pas de qualification en Coupe d'Europe | Pas de qualification en Coupe d'Europe | Pas de qualification en Coupe d'Europe |
| 2017-2018                   | Rouen Normandie rugby       | Fédérale 1                  | 21          | 2           | Pas de qualification en Coupe d'Europe | Pas de qualification en Coupe d'Europe | Pas de qualification en Coupe d'Europe |
| Total Rouen Normandie rugby | Total Rouen Normandie rugby | Total Rouen Normandie rugby | 61          | 6           |                                        |                                        |                                        |
| 2018-2019                   | Castres olympique           | Top 14                      | 10          | 2           | Challenge européen                     | 4                                      | -                                      |
| 2019-2020                   | Castres olympique           | Top 14                      | 15          | 1           | Challenge européen                     | 4                                      | 2                                      |
| 2020-2021                   | Castres olympique           | Top 14                      | 23          | 2           | Challenge européen                     | -                                      | -                                      |
| 2021-2022                   | Castres olympique           | Top 14                      | 26          | 4           | Coupe d'Europe                         | 1                                      | -                                      |
| 2022-2023                   | Castres olympique           | Top 14                      | 14          | 2           | Champions Cup                          | 2                                      | 1                                      |
| Total Castres olympique     | Total Castres olympique     | Total Castres olympique     | 88          | 11          | Coupes d'Europe                        | 11                                     | 3                                      |
| Total                       | Total                       | Total                       | 152         | 17          | Coupes d'Europe                        | 11                                     | 3                                      |

### Internationales
Wilfrid Hounkpatin compte une seule sélection en équipe de France, durant la tournée d'été 2021 en Australie, et n'a pas inscrit de points.
| Année | Compétition | Matchs | Points | Essais |
| ----- | ----------- | ------ | ------ | ------ |
| 2021  | Test matchs | 1      | 0      | 0      |
| Total | Total       | 1      | 0      | 0      |

## Palmarès
- Rouen Normandie rugby
  - Vainqueur du Championnat de France de Fédérale 1 en 2017

- Castres olympique
  - Finaliste du Championnat de France en 2022